# Waldemar Ager
Waldemar Theodor Ager (Fredrikstad, 23 de marzo de 1869-1 de agosto de 1941) fue un periodista y autor noruego-estadounidense.

## Biografía

### Primeros años

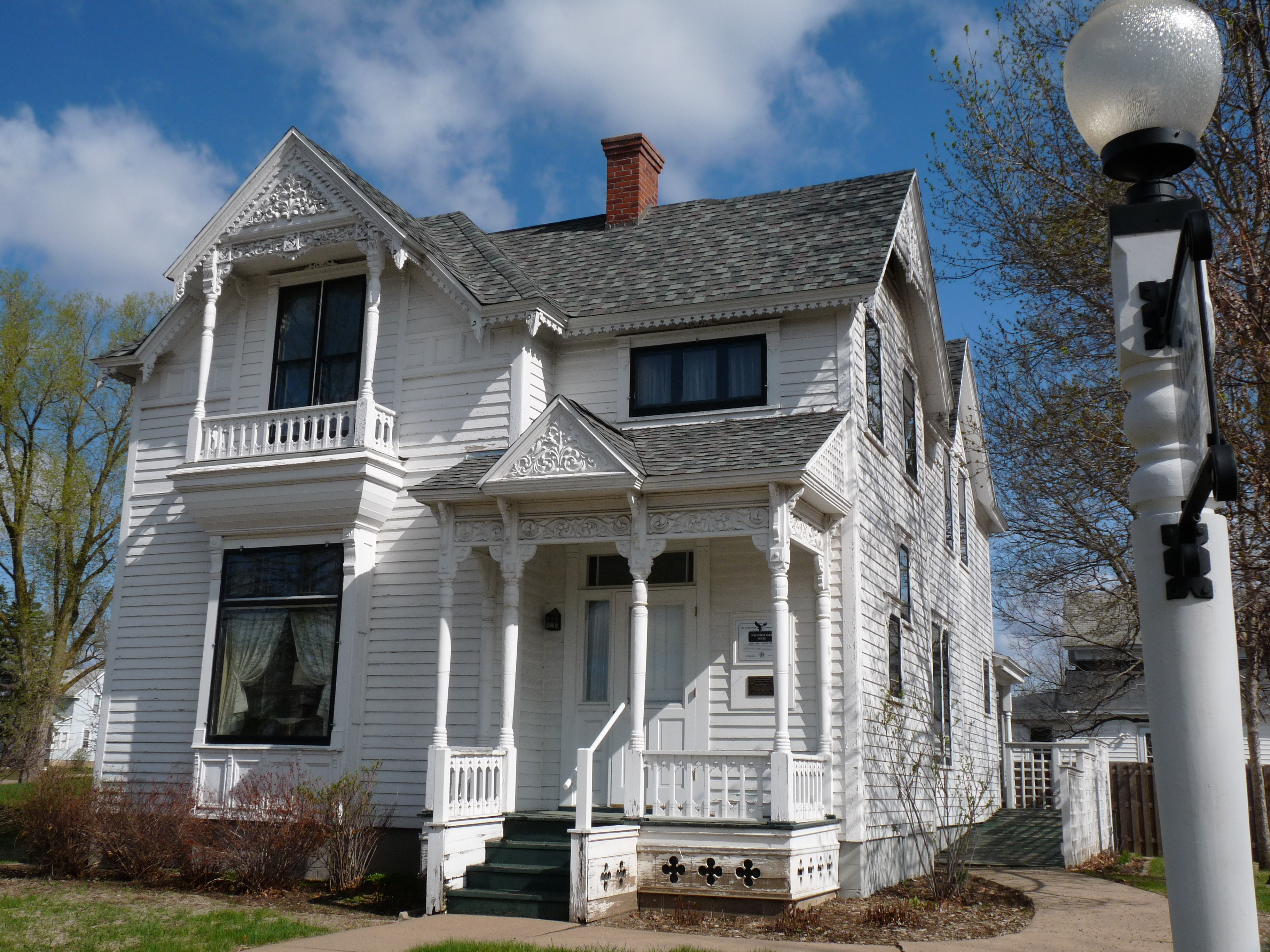
Casa de Waldemar Ager en Eau Claire, Wisconsin.

Waldemar Theodor Ager nació en Fredrikstad, provincia de Østfold, Noruega. Creció cerca de Gressvik, al otro lado del río Glomma. Era hijo de Martinius Mathisen Ager (1834-1894) y Marie Fredrikke Mathea Johnsdatter Stillaugsen (1835-1913). Hoy, la calle en la que vivía en Gressvik se llama Waldemar Agers Vei en honor y memoria de Ager. En 1883, el padre de Ager emigró solo a Estados Unidos para abrir una sastrería. En 1885, Waldemar Ager y su familia fueron a reunirse con su padre en Chicago.

### Carrera
Poco después de su llegada a Estados Unidos, Ager se inició en el negocio de los periódicos involucrándose en Norden, el periódico en lengua noruega de mayor circulación de Chicago. Nunca ocupó ningún puesto alto en ese periódico, pero le permitió iniciarse en el negocio. Cuando Ager llegó por primera vez a Estados Unidos, se encontró con una vibrante y próspera comunidad noruego-estadounidense. El uso del idioma noruego estaba muy extendido. Cientos de periódicos en noruego de pequeña circulación y docenas de periódicos en noruego de gran circulación estaban en funcionamiento desde Míchigan hasta las Dakotas y en todos los lugares donde vivían inmigrantes noruegos.
La retención cultural y lingüística noruego-estadounidense alcanzó su apogeo entre las décadas de 1890 y 1910. Más de un millón de estadounidenses hablaban noruego como idioma principal en esas tres décadas. Se estima que más de 3.000 iglesias luteranas en el Alto Medio Oeste utilizaban el noruego como único idioma de culto. Waldemar Ager dedicó gran parte del resto de su vida a la conservación de esta cultura noruego-estadounidense. También defendió muchas causas políticas liberales, incluido el sufragio femenino, varios movimientos campesinos y laborales y la prohibición.
Durante la época de la prohibición (que fue muy popular en la comunidad noruego-estadounidense) Ager se convirtió en uno de los líderes del movimiento. El ayudó personalmente a formar cientos de sociedades de abstinencia total y logias del Buen Templario en todo el alto medio oeste.
La carrera periodística de Ager comenzó a la edad de 23 años, cuando se mudó a Eau Claire, Wisconsin, después de que le ofrecieran un trabajo en un periódico noruego sobre la templanza llamado Reform. Estuvo asociado con Reform (tanto el periódico como la reforma literal), por el resto de su vida. El editor de Reform murió en 1903 y Ager asumió el cargo. Finalmente, pasó a ser propietario del periódico. Reform fracasó poco después de la muerte de Ager en 1941.
Además de su larga carrera periodística, escribió seis novelas y numerosas colecciones de cuentos. Aunque nunca logró el éxito comercial de su amigo, Ole Edvart Rølvaag, se cree que la obra de Ager está en muchos niveles, comparable y a veces superior a la de Rølvaag. Un humorista en la tradición de Mark Twain, Ager se especializó en bocetos de personajes y en dramatizar la situación tragicómica del inmigrante noruego. Algunas de sus obras más importantes, traducidas al inglés, son Christ before Pilate, On The Way to The Melting Pot, Sons of The Old Country, y I Sit Alone.

### Vida personal
Conoció a una inmigrante noruega de Tromsø, llamada Gurolle Blestren. Ager y Blestren se casaron y criaron nueve hijos en una casa que todavía se encuentra cerca del lago Half Moon en Eau Claire, Wisconsin. La casa, ahora conocida como Casa de Brady Anderson y Waldemar Ager, figura en el Registro Nacional de Lugares Históricos y ha sido designada Monumento Literario por la Asociación Nacional de Amigos de las Bibliotecas Públicas.

## Obra seleccionada
- Kristus por Pilatus. En Norsk-Amerikansk Fortælling (1910) (traducción titulada "Cristo ante Pilato: una historia americana", publicada en 1924)
- Oberst Heg og hans Gutter (1916) (traducción de Della Kittleson Catuna, Clarence A. Clausen titulada "Coronel Heg and His Boys", publicada en 2000)
- Paa Veien til Smeltepotten (1917) (traducción de Harry T. Cleven como "On the Way to the Melting Pot", publicado en 1995)
- Gamlelandets Sønner (1926) (traducción de Trygve Ager como "Hijos del viejo país", publicado en 1983)
- Hundeøine (1929) (traducción de Charles Wharton Stork como "I Sit Alone", publicada en 1931)

## Otras fuentes
- Haugen, Einar (1989) Idealista inmigrante: una biografía literaria de Waldemar Ager, (Northfield, MN: Asociación Histórica Noruego-Americana) ISBN 9780877320777
- Øverland, Orm (1996) The Western Home: una historia literaria de la América noruega (Northfield, MN: Asociación histórica noruego-estadounidense) ISBN 978-0252023279
- Gulliksen, Øyvind T. (2004) Identidades dobles: contribuciones noruego-estadounidenses a la literatura del Medio Oeste (Peter Lang International Academic Publishers) ISBN 9780820462301
- Thaler, Paul (1998) Mentes noruegas: sueños americanos: activismo étnico entre intelectuales noruego-estadounidenses (Prensa de la Universidad de Delaware) ISBN 9780874136296